# Orūj
Orūj (persiska: اروج) är en ort i Iran.   Den ligger i provinsen Östazarbaijan, i den nordvästra delen av landet, 600 km nordväst om huvudstaden Teheran. Orūj ligger 1 173 meter över havet och antalet invånare är 131.
Terrängen runt Orūj är kuperad åt nordost, men åt sydväst är den bergig. Runt Orūj är det ganska glesbefolkat, med 27 invånare per kvadratkilometer. Närmaste större samhälle är Qūlān, 4,4 km nordväst om Orūj. Trakten runt Orūj består i huvudsak av gräsmarker.